# Frisco (Utah)
Koordinaten: 38° 27′ 23″ N, 113° 15′ 30″ W

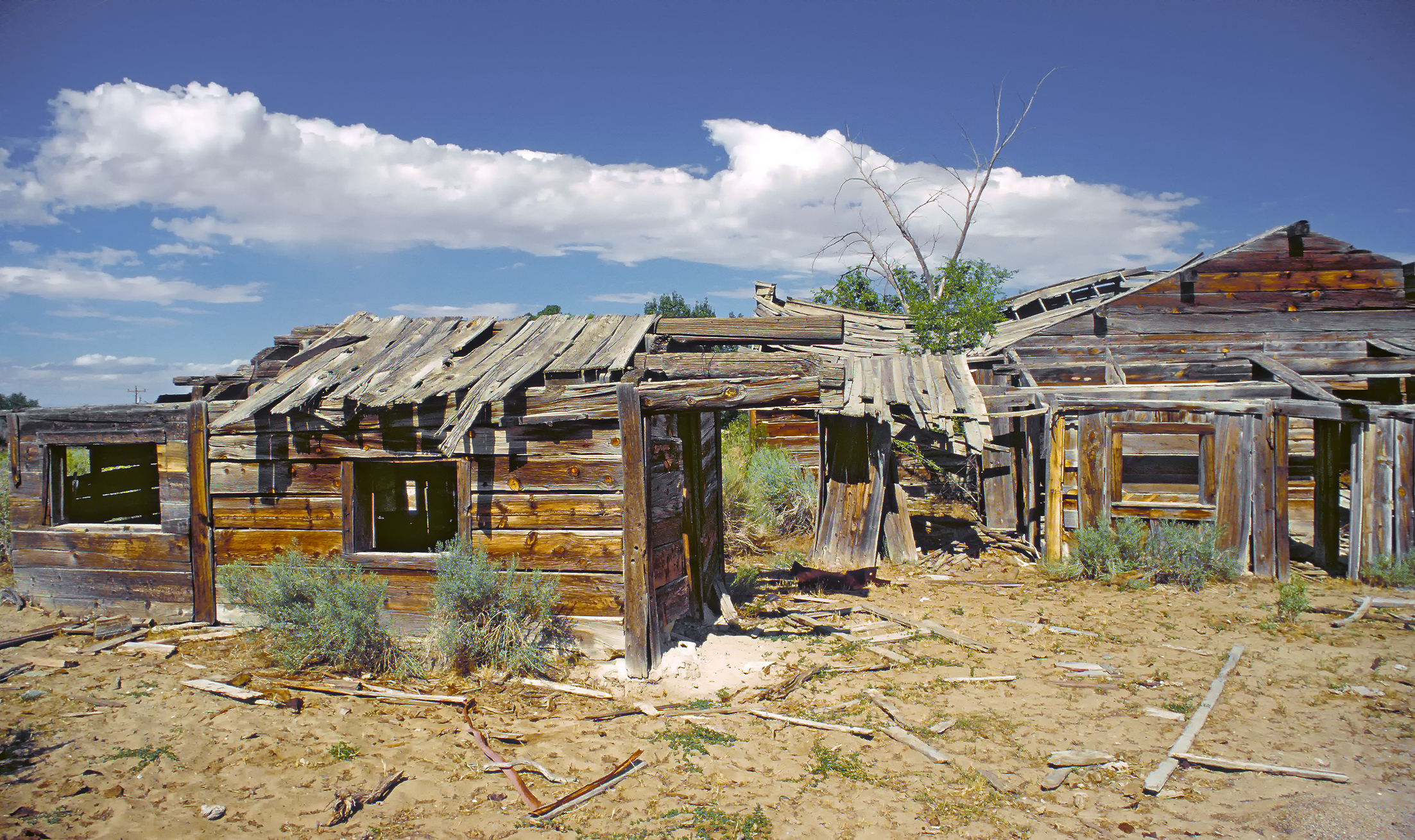
Verfallene Gebäude in der Geisterstadt Frisco im Jahr 1997.

Frisco ist eine Geisterstadt im Beaver County im Bundesstaat Utah. Hier wurde ab 1875 stark silberhaltiges Erz abgebaut. Die Stadt Frisco bestand als Bergwerksstadt bis 1929. Dann wurde sie dem Verfall überlassen und zur Geisterstadt. Seit dem Jahr 2002 wird in ihren Minen wieder Erz abgebaut. Der Zutritt zum Ort ist seitdem auf den Friedhof und die Holzkohle-Meiler beschränkt, die seit 1982 im National Register of Historic Places verzeichnet sind. 

## Lage
Die Stadt liegt in der Gipfelregion und am östlichen Abhang der San Francisco Mountains, von denen sich auch der Name ableitet. Das Stadtgebiet wird von der Utah State Route 21 am Frisco Summit gestreift.

## Geschichte

### 1875 bis 1885

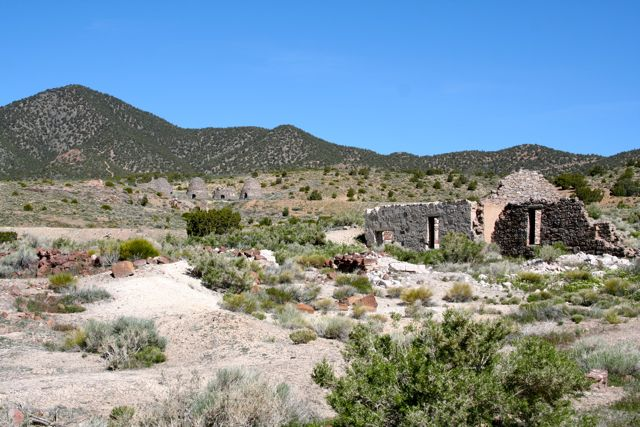
Ruine und Kohlemeiler in Frisco (UT)

Anders als das nur etwa 8 Kilometer westlich im Wah Wah Valley gelegene Newhouse erlebte Frisco seine Blüte bereits im 19. Jahrhundert, als hier in verschiedenen Minen Gold, Silber, Zink, Kupfer und Blei gefunden wurden. Im September 1875 entdeckten die Prospektoren James Ryan und Samuel Hawks bei Untersuchungen auf dem Gebiet der Galena-Mine Erzknollen, worauf hin sie einen Claim absteckten. Da andere Vorkommen des San Francisco Mining District sich als wenig abbauwürdig herausgestellt hatten, verkauften sie ihren Claim umgehend – hier wurden später rund 22.500 Tonnen stark silberhaltigen Erzes gefördert. Auch andere Minen der Umgebung – speziell die Horn Silver Mine – lieferten große Mengen Erz, weshalb es zur Errichtung eines Hüttenwerkes mit dazugehörigen Holzkohle-Meilern kam. Die Stadt wuchs schnell, ein Postamt wurde errichtet und 1880 die Utah Southern Railroad von Milford bis Frisco verlängert. Die Stadt wurde zum unbestrittenen Zentrum des San Francisco Mining District, die Vielzahl von Saloons, Bordellen und anderen Amüsierbetrieben trugen zum zweifelhaften Ruf der Stadt bei. Im Jahr 1879 bezeichnete die United States Annual Mining Review and Stock Ledger die Horn Silver Mine als die bedeutendste, in Ausbeutung begriffene Silbermine der Welt.

### 12. Februar 1885
Der 12. Februar 1885 veränderte Frisco schlagartig – die Frühschicht der Horn Silver Mine wurde aufgefordert, mit dem Einfahren zu warten, da starke Erschütterungen des Bodens spürbar waren. Die Nachtschicht wurde aufgefordert, das Bergwerk zu verlassen. Wenig später stürzte dieses bis zur siebenten Sohle ein – Ursache hierfür war die unzureichende Sicherung der Stollen, die das durch Schmelzwasser und Regen zusätzlich beschwerte Deckgebirge nicht mehr tragen konnte. Der Einsturz der Mine war auch im fast 25 Kilometer entfernten Milford spürbar, hier gingen Fensterscheiben zu Bruch. Durch die Umsicht der Bergwerksbetreiber – welche umgehend die Evakuierung der Mine betrieben – kam es nicht zu Personenschäden.

### Nach 1885
Zwar wurde die Mine bis zum Jahresende wieder eröffnet, doch erreichte sie nie wieder annähernd die Fördermengen der Zeit vor dem Bergwerksunglück. Von rund 6000 Einwohnern um 1885 sank die Bevölkerungszahl um die Jahrhundertwende auf etwa 500; 1912 zählte man nur noch 150 Einwohner. Seit 1929 ist Frisco unbewohnt.
Seit 2002 werden in den Minen wieder Erze abgebaut, allerdings ist die Ausbeute im Vergleich zu der der Dekade von 1876 bis 1885, als Erze im damaligen Wert von 60 Millionen US-Dollar gefördert wurden, eher gering.

## Tourismus
Bedingt durch die Wiederaufnahme der bergbaulichen Aktivitäten beschränkt sich die Möglichkeit eines Besuches auf den Friedhof und die Holzkohle-Meiler, die seit 1982 im National Register of Historic Places verzeichnet sind.